# جيم بيتي (سياسي)
جيم بيتي هو سياسي كندي، ولد في 26 أكتوبر 1948 في هاميلتون في كندا. نشط حزبياً في الحزب الديمقراطي الجديد في كولومبيا البريطانية ‏.